# 6. Fallschirmjäger-Division (Wehrmacht)

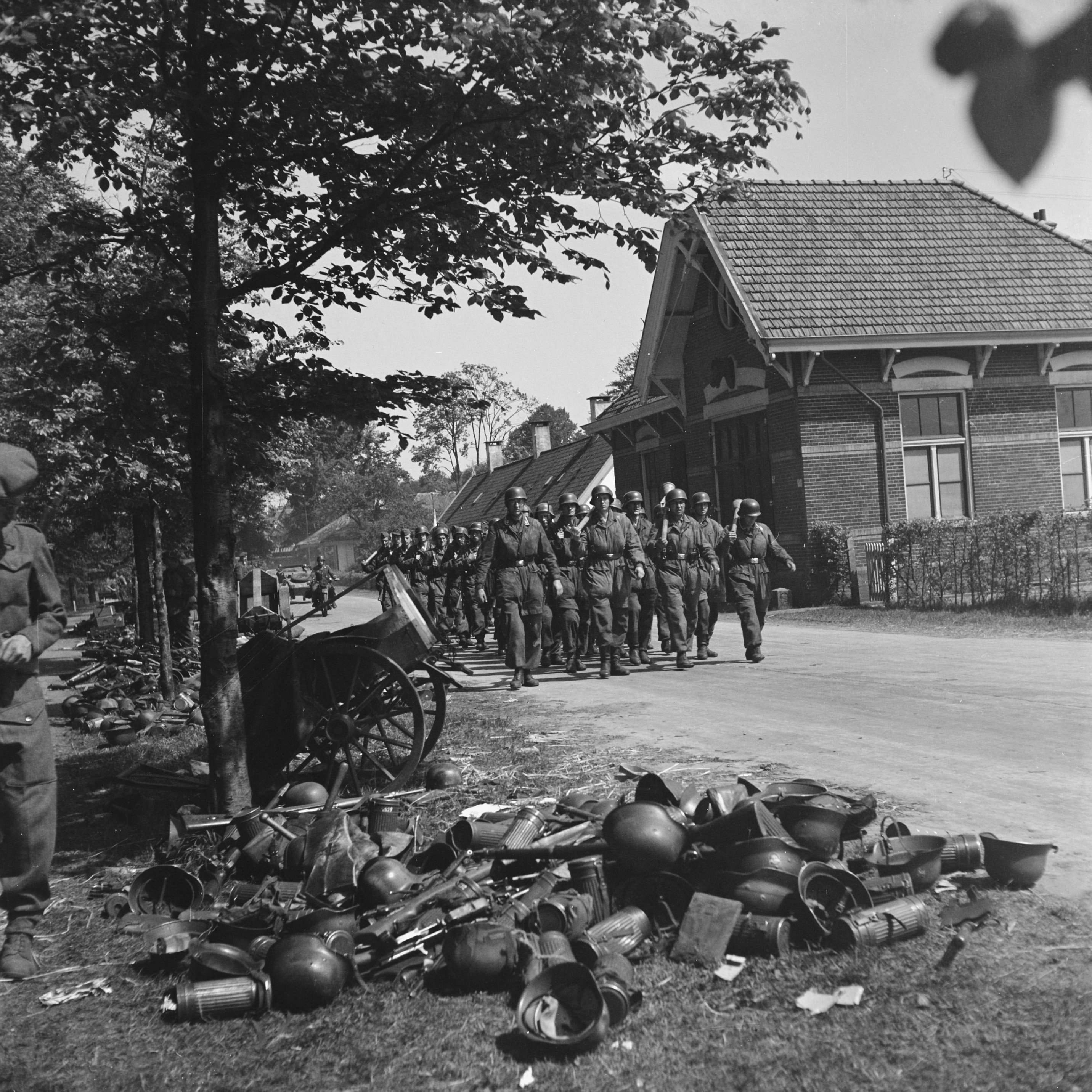
Soldaten der 6. Fsjg.-Div. im Mai 1945 bei Soest, Niederlande

Die 6. Fallschirmjäger-Division (kurz: 6. Fsjg.-Div.) war ein Großverband der Luftwaffe der deutschen Wehrmacht während des Zweiten Weltkrieges.

## Geschichte
Die 6. Fallschirmjäger-Division wurde im Juni 1944 in Nordfrankreich bei der 15. Armee der Heeresgruppe B nahe Amiens aufgestellt. Unmittelbar nach der alliierten Landung in der Normandie wurde die Aufstellung abgeschlossen und die bis dahin aufgestellten Teile in den Fronteinsatz geschickt.
Das in Halberstadt in der Aufstellung befindlichen Fallschirmjäger-Regiment 16, dessen Stab aus dem Stab II./Fallschirmjäger-Regiment 5 neu gebildet worden war, sollte unverzüglich nach Frankreich geschickt werden, wurde dann aber aus dem Verband gelöst und nach Ostpreußen entsandt: Hier wurde das Regiment später zum Fallschirm-Grenadier-Regiment 3 des Fallschirm-Panzerkorps Hermann Göring umgebildet.
Im August 1944 ging die Einheit als Kampfgruppe in die Normandie zur 5. Panzerarmee, kämpfte in der Schlacht um Paris und verzeichnete schwere Verluste. Während des Rückzuges kam sie zur 1. Fallschirm-Armee.
Der größte Teil der Division geriet am 4. September 1944 im Kessel von Mons in alliierte Kriegsgefangenschaft.
Die Reste der Division blieben an der Front und wurden nicht für eine Neuaufstellung der Division herangezogen, sondern für die Verstärkung der 7. Fallschirmjäger-Division verwendet.
Die Division wurde ab Oktober 1944 beim OKW in Nordholland neu aufgestellt. Im Dezember 1944 kam sie erneut zur 15. Armee nun in der Heeresgruppe H, wechselte dann im Januar zur 25. Armee und nahm im Februar mit der 1. Fallschirm-Armee an der Schlacht im Reichswald bei Kleve teil. Kurz vor Kriegsende wechselte die Unterstellung wieder zur 25. Armee bei der Heeresgruppe Nordwest. Der Großverband ging nach Kriegsende im Mai 1945 in der Festung Holland bei Zutphen in britische Kriegsgefangenschaft.

## Kommandeure
- Oberst Walther Lackner: von der Aufstellung bis Ende Juni 1944
- Generalleutnant Rüdiger von Heyking: von Ende Juni 1944 bis zu seiner Gefangennahme im September 1944
- Oberstleutnant Harry Herrmann: September/Oktober 1944
- Generalleutnant Hermann Plocher: Oktober/November 1944
- Oberst Rudolf Langhaeuser: November/Dezember 1944
- Generalleutnant Hermann Plocher: von Dezember 1944 bis Kriegsende

## Gliederung
- Fallschirmjäger-Regiment 16 mit drei Bataillonen
- Fallschirmjäger-Regiment 17 mit drei Bataillonen
- Fallschirmjäger-Regiment 18 mit drei Bataillonen
- Fallschirmpanzerjäger-Abteilung 6 mit drei Kompanien
- Fallschirm-Granatwerfer-Bataillon 6 mit drei Kompanien
- Fallschirm-Artillerie-Regiment 6 mit drei Bataillonen
- Fallschirm-Flak-Abteilung mit fünf Batterien
- Fallschirm-Pionier-Bataillon 6 mit vier Kompanien
- Fallschirm-Nachrichten-Abteilung 6 mit zwei Kompanien
- Fallschirm-Versorgungs-Einheiten 6